# 乌山革命旧址
乌山革命旧址，位于中国福建省云霄县和平乡通贝村、桥头村，由住所、电台室、前哨报社印刷所、财务处、炊事房、警卫哨、秘密交通要道、看守所、军械处、伤兵处等10余处中共闽南地委机关旧址组成。1928年，红军和游击队在乌山开展活动；1934年，建立乌山革命根据地，直至云霄解放。此处旧址，留下了红军闽南第三团、第九团、闽粤边独立营、闽南抗日挺进队和中国人民解放军闽粤赣边区总队等的史迹。2009年11月16日公布为第七批福建省文物保护单位。